# 왕종개
왕종개는 한국에 서식하는 미꾸라지 종류들 중에서 가장 커다란 물고기이다. 왕종개로 취급받았던 아종들 모두 서식하는 수계가 매우 협소하고 외딴 오지이다. 방언으로 기름장어라고 불린다.

## 한때 왕종개의 아종으로 취급되었던 미꾸리과
- 동방종개(Iksookimia yongdokensis)

영덕 오십천,축산천,송천천 및 형산강에 분포
- 북방종개(Cobitis pacifica)

강릉 남대천 이북의 동해로 유입하는 하천에 서식하며 국외에서는 중국,몽골,시베리아에 분포한다.
- 남방종개(Iksookimia hugowolfeldi)

영산강과 탐진강에 분포하며 전라남도 서남해안으로 유입하는 소하천에도 출현